# امامزاده هفده تن
بنای امامزاده هفده تن در دوره صفوی است که دستور سردار امام قلی خان گرجی ساخته شده و در گلپایگان، خیابان هفده تن واقع شده و این اثر در تاریخ ۲۹ آذر ۱۳۱۶ با شمارهٔ ثبت ۲۹۰ به‌عنوان یکی از آثار ملی ایران به ثبت رسیده است.